# Koto Tangah (Tanjung Emas)
Koto Tangah is een bestuurslaag in het regentschap Tanah Datar van de provincie West-Sumatra, Indonesië. Koto Tangah telt 2744 inwoners (volkstelling 2010).